# Soso Maness

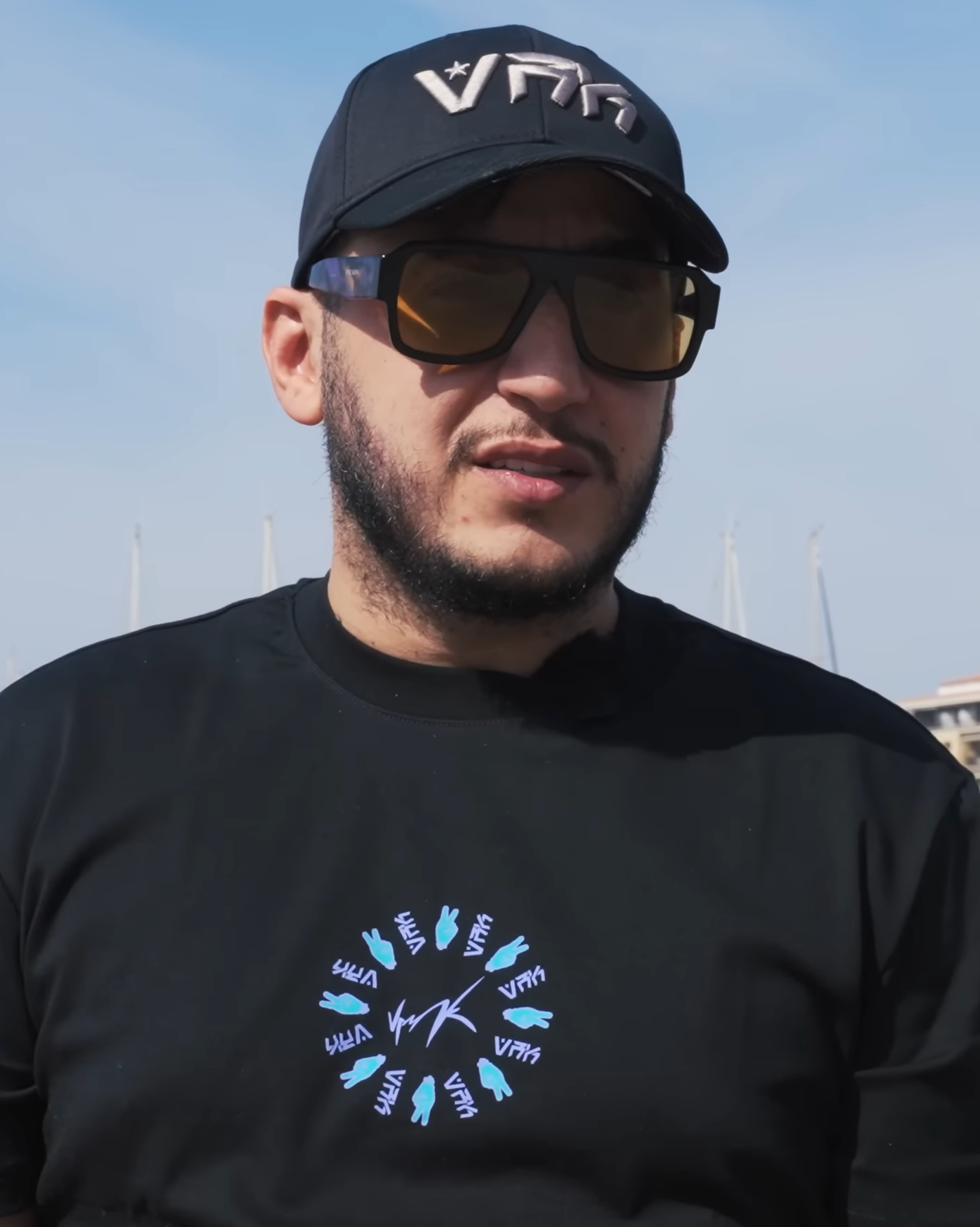
Soso Maness (2024)

Soso Maness (* 21. März 1987 in Marseille; bürgerlich Sofien Hakim Manessour) ist ein französischer Rapper.

## Karriere
2019 erschien mit Rescapé sein Debütalbum.
Mit seinem dritten Album Avec le temps sowie dem darauf enthaltenen Lied Petrouchka erreichte er in Frankreich 2021 die Chartspitze.
Im September 2021 geriet er in die Schlagzeilen, als er auf seinem Konzert zusammen mit seinem Publikum polizeifeindliche Lieder sang.
Im Juni 2022 gab er bekannt, bei den Kommunalwahlen 2026 als Kandidat für den siebten Bezirk in Marseille anzutreten.

## Diskografie

### Alben
| Jahr | Titel         | Höchstplatzierung, Gesamtwochen, AuszeichnungChartplatzierungen (Jahr, Titel, Platzierungen, Wochen, Auszeichnungen, Anmerkungen) | Höchstplatzierung, Gesamtwochen, AuszeichnungChartplatzierungen (Jahr, Titel, Platzierungen, Wochen, Auszeichnungen, Anmerkungen) | Höchstplatzierung, Gesamtwochen, AuszeichnungChartplatzierungen (Jahr, Titel, Platzierungen, Wochen, Auszeichnungen, Anmerkungen) | Anmerkungen                         |
| Jahr | Titel         | FR | BEW | CH | Anmerkungen                         |
| ---- | ------------- | --- | --- | --- | ----------------------------------- |
| 2019 | Rescapé       | FR49 (23 Wo.)FR | — | — | Erstveröffentlichung: 22. März 2019 |
| 2020 | Mistral       | FR2 Gold · (32 Wo.)FR | BEW14 (19 Wo.)BEW | CH47 (1 Wo.)CH | Erstveröffentlichung: 5. Juni 2020  |
| 2021 | Avec le temps | FR1 Platin · (64 Wo.)FR | BEW5 (14 Wo.)BEW | CH12 (2 Wo.)CH | Erstveröffentlichung: 4. Juni 2021  |
| 2022 | À L’aube      | FR4 (16 Wo.)FR | BEW38 (4 Wo.)BEW | CH73 (1 Wo.)CH | Erstveröffentlichung: 10. Juni 2022 |

### Singles
| Jahr | Titel Album                                | Höchstplatzierung, Gesamtwochen, AuszeichnungChartplatzierungen (Jahr, Titel, Album, Platzierungen, Wochen, Auszeichnungen, Anmerkungen) | Höchstplatzierung, Gesamtwochen, AuszeichnungChartplatzierungen (Jahr, Titel, Album, Platzierungen, Wochen, Auszeichnungen, Anmerkungen) | Höchstplatzierung, Gesamtwochen, AuszeichnungChartplatzierungen (Jahr, Titel, Album, Platzierungen, Wochen, Auszeichnungen, Anmerkungen) | Anmerkungen                                          |
| Jahr | Titel Album                                | FR | BEW | CH | Anmerkungen                                          |
| --- | ------------------------------------------ | --- | --- | --- | ---------------------------------------------------- |
| 2020 | So Maness Mistral                          | FR19 Diamant · (33 Wo.)FR | — | — | Erstveröffentlichung: 6. März 2020                   |
| 2020 | Mistral                                    | FR75 (3 Wo.)FR | — | — | Erstveröffentlichung: 5. Mai 2020                    |
| 2021 | Zumba cafew Avec le temps                  | FR90 (3 Wo.)FR | — | — | Erstveröffentlichung: 31. März 2021                  |
| 2021 | DLB.13 Avec le temps                       | FR35 (5 Wo.)FR | — | — | Erstveröffentlichung: 30. April 2021                 |
| 2021 | Les derniers marioles Avec le temps        | FR15 Gold · (8 Wo.)FR | — | — | Erstveröffentlichung: 21. Mai 2021 feat. Sch         |
| 2022 | À L’aube                                   | FR108 (2 Wo.)FR | — | — | Erstveröffentlichung: 12. Mai 2022 feat. Dinos       |
| 2023 | Favel –                                    | FR89 (2 Wo.)FR | — | — | Erstveröffentlichung: 16. Juni 2023 feat. Leto       |
| 2024 | Allez –                                    | FR36 (5 Wo.)FR | — | — | Erstveröffentlichung: 11. Juli 2024 feat. PLK & Naps |
| Folgende Lieder erschienen nicht als Single, wurden aber durch das Album zum Download und Streaming bereitgestellt und konnten somit eine Platzierung erlangen: |                                            | | | |                                                      |
| |                                            | | | |                                                      |
| 2020 | Zodiaque Mistral                           | FR50 Gold · (3 Wo.)FR | — | — | feat. Da Uzi                                         |
| 2020 | Dans mes rêves Mistral                     | FR55 (2 Wo.)FR | — | — |                                                      |
| 2020 | Qu’est-ce qu’ils connaissent? Mistral      | FR65 (2 Wo.)FR | — | — | feat. Lacrim                                         |
| 2020 | Boussole Mistral                           | FR78 (1 Wo.)FR | — | — | feat. Alonzo                                         |
| 2020 | Pinpon Mistral                             | FR80 (1 Wo.)FR | — | — |                                                      |
| 2020 | Balance Mistral                            | FR102 (1 Wo.)FR | — | — |                                                      |
| 2020 | Le sang appelle le sang Mistral            | FR122 (1 Wo.)FR | — | — |                                                      |
| 2020 | Fucked Up Mistral                          | FR125 (1 Wo.)FR | — | — |                                                      |
| 2020 | Interlude Mistral                          | FR126 (1 Wo.)FR | — | — |                                                      |
| 2020 | Ecouté par les vrais Mistral               | FR183 (1 Wo.)FR | — | — |                                                      |
| 2020 | Sadio Maness Mistral                       | FR196 (1 Wo.)FR | — | — |                                                      |
| 2020 | DDD Mistral                                | FR198 (1 Wo.)FR | — | — | feat. Hornet La Frappe                               |
| 2021 | Petrouchka Avec le temps                   | FR1 Diamant · (66 Wo.)FR | BEW1 Gold · (21 Wo.)BEW | CH15 Gold · (13 Wo.)CH | feat. PLK                                            |
| 2021 | Puta madre Avec le temps                   | FR13 Gold · (8 Wo.)FR | — | — | feat. Jul                                            |
| 2021 | Toute la noche Avec le temps               | FR41 (4 Wo.)FR | — | — | feat. Maître Gims                                    |
| 2021 | 3x filtré Avec le temps                    | FR67 (2 Wo.)FR | — | — |                                                      |
| 2021 | Fils de voyou Avec le temps                | FR74 (1 Wo.)FR | — | — |                                                      |
| 2021 | Clair-obscur Avec le temps                 | FR82 (1 Wo.)FR | — | — |                                                      |
| 2021 | Sur la tête de mon ex Avec le temps        | FR84 (2 Wo.)FR | — | — |                                                      |
| 2021 | Réveiller Avec le temps                    | FR89 (1 Wo.)FR | — | — |                                                      |
| 2021 | J’aimerais tellement te dire Avec le temps | FR94 (1 Wo.)FR | — | — |                                                      |
| 2021 | Interlude (ô Baumettes) Avec le temps      | FR100 (1 Wo.)FR | — | — |                                                      |
| 2021 | Outro Avec le temps                        | FR120 (1 Wo.)FR | — | — |                                                      |
| 2021 | Avec le temps                              | FR121 (1 Wo.)FR | — | — |                                                      |
| 2021 | Het gaat goed Avec le temps                | FR127 (1 Wo.)FR | — | — |                                                      |
| 2021 | Madame Maness Avec le temps                | FR133 (1 Wo.)FR | — | — |                                                      |
| 2022 | Parapluie À L’aube                         | FR65 (6 Wo.)FR | — | — | feat. Maes                                           |
| 2022 | Va jober À L’aube                          | FR88 (2 Wo.)FR | — | — | feat. Sch                                            |

### Gastbeiträge
| Jahr | Titel Album                        | Höchstplatzierung, Gesamtwochen, AuszeichnungChartplatzierungen (Jahr, Titel, Album, Platzierungen, Wochen, Auszeichnungen, Anmerkungen) | Höchstplatzierung, Gesamtwochen, AuszeichnungChartplatzierungen (Jahr, Titel, Album, Platzierungen, Wochen, Auszeichnungen, Anmerkungen) | Höchstplatzierung, Gesamtwochen, AuszeichnungChartplatzierungen (Jahr, Titel, Album, Platzierungen, Wochen, Auszeichnungen, Anmerkungen) | Anmerkungen |
| Jahr | Titel Album                        | FR | BEW | CH | Anmerkungen |
| --- | ---------------------------------- | --- | --- | --- | --- |
| 2020 | Allez nique ta mère R.I.P.R.O 4    | FR15 (12 Wo.)FR | — | — | Erstveröffentlichung: 11. Juni 2020 Lacrim feat. Soso Maness                                                                     |
| 2020 | Bande organisée 13 Organisé        | FR1 Diamant · (228 Wo.)FR | BEW2 Platin · (24 Wo.)BEW | CH7 (20 Wo.)CH | Erstveröffentlichung: 14. August 2020 Verkäufe: + 353.333; Jul feat. Sch, Naps, Kofs, Elams, Solda, Houari & Soso Maness         |
| 2024 | Bande organisée 2 13 Organisé 2    | FR5 Gold · (10 Wo.)FR | — | CH68 (1 Wo.)CH | Erstveröffentlichung: 15. August 2024 Verkäufe: + 100.000; Jul feat. Alonzo, Sch, Kofs, Soso Maness, Houari, Elams, Solda & Naps |
| 2024 | Mental 13 13 Organisé 2            | FR93 (2 Wo.)FR | — | — | Erstveröffentlichung: 27. September 2024 Jul & So La Zone feat. TK, YL, Missan, Soso Maness, Kamikaz & Elams                     |
| Folgende Lieder erschienen nicht als Single, wurden aber durch das Album zum Download und Streaming bereitgestellt und konnten somit eine Platzierung erlangen: |                                    | | | | |
| |                                    | | | | |
| 2021 | Lewandowski En Passant Pécho BO    | FR145 (1 Wo.)FR | — | — | Kore feat. Soso Maness & Nahir                                                                                                   |
| 2021 | Nineta Capo Dei Capi Vol. II & III | FR173 (1 Wo.)FR | — | — | Alonzo feat. Soso Maness |
| 2021 | Du nord au sud Vrai 2 vrai         | FR64 (2 Wo.)FR | — | — | Da Uzi feat. Soso Maness & Zkr                                                                                                   |